# Melfi (Ciad)
Melfi   è un comune del Ciad situato nel dipartimento di Garada, provincia di Guéra.
È il capoluogo del dipartimento.